# Radical 52
Le radical 52 (幺), qui signifie petit ou minuscule, est un des 31 des 214 radicaux chinois répertoriés dans le dictionnaire de Kangxi composés de trois traits.
Le caractère Unicode de 幺 est 5E7A.

## Caractères avec le radical 52
| nombre de traits          | caractères |
| ------------------------- | ---------- |
| Sans trait supplémentaire | 幺         |
| 1 traits supplémentaires  | 幻         |
| 2 traits supplémentaires  | 幼         |
| 6 traits supplémentaires  | 幽         |
| 9 traits supplémentaires  | 幾         |